# Ribeira da Raia

Extensão da Reconquista no Território Almóada em 1157

A ribeira da Raia é um curso de água português que nasce no Alentejo, na freguesia de Cabeção, da junção das ribeiras de Seda e de Tera.
Passa a norte da vila de Mora e desagua na margem esquerda da ribeira de Sor, na freguesia do Couço, onde formam o rio Sorraia.
Provavelmente o nome Raia tem origem árabe e designa a região fronteira do território Almóada tal como o topónimo Soutelinho da Raia na fronteira entre Portugal e Espanha. 